# Miltiades Starszy
Miltiades Starszy (grec. Μιλτιάδης ὁ Πρεσβύτερος) – syn Kypselosa, członek arystokratycznego rodu Filajdów w starożytnych Atenach, który władał Chersonezem Trackim.

## Życie w Atenach
Miltiades urodził się w VI wieku p.n.e. jako syn Kypselosa w bogatej rodzinie Filajdów. Żył w czasach, kiedy pełnię władzy trzymał w swoich rękach Pizystrat, ale miał również spore wpływy z racji wysokiego stanu majątkowego: jego ród utrzymywał cztery konie. Sam Miltiades odniósł zwycięstwo z ową czwórką na jednych z igrzysk olimpijskich, czym zapewnił sobie wielką sławę. Również jego brat, Kimon triumfował w owych zawodach aż trzykrotnie.

## Objęcie władzy nad Chersonezem
Herodot w swoich "Dziejach" dokładnie relacjonuje moment objęcia władzy Miltiadesa nad Chersonezem Trackim (obecnie jest to półwysep Gallipoli i należy do europejskiej części Turcji). Mieli bowiem mieszkańcy owego półwyspu, Dolonkowie być trapieni przez najazdy plemienia Apsintiów. Przegrywając, udali się oni do wyroczni pytyjskiej w Delfach z prośbą o radę. Usłyszeli oni, że mają udać się naprzód i obrać za swojego władcę pierwszego człowieka, który przyjmie ich w gościnę. Obeszli Fokidę i Beocję, ale nikt dobry się nie znalazł, więc ruszyli ku Atenom. Przyjął ich tam Miltiades w swojej rezydencji i usłuchał co mają do powiedzenia. Udał się do Delf, aby zapytać się czy przenosiny na Chersonez to dobry krok, a kiedy usłyszał odpowiedź twierdzącą zgodził się na objęcie władzy nad Dolonkami. Miltiades był zadowolony, ponieważ niechętnie znosił władzę Pizystrata. Wziął więc ze sobą ateńskich ochotników i pojechał na Chersonez, gdzie miejscowi obwołali go tyranem.
Wyprawa na taką skalę nie mogłaby się udać bez dobrej woli Pizystrata. Aleksander Krawczuk wysuwa tezę, iż tyranowi bardzo spodobał się taki obrót sprawy. Podaje takie argumenty: ród Filajdów stał w opozycji przeciwko władzy Pizystrata, dlatego tyran w bezkrwawy sposób pozbywał się uciążliwego oponenta politycznego. Ponadto z pewnością zdawał sobie sprawę z faktu, że Chersonez to ważny przystanek w drogach handlowych wiodących do Morza Czarnego i warto, aby władza w tej krainie była mu przychylna. 

## Rządy na Chersonezie
Miltiades rozpoczął rządy na Chersonezie od budowy murów o długości 36 stadiów (około 6,5 kilometra), które pociągnął od miasta Karii do Paktye. Uchroniły one mieszkańców przed atakami Apsintiów. Wkrótce Miltiades wpadł także w konflikt z leżącą zaraz obok grecką kolonią Lampsakos. Tyran wpadł w zasadzkę i trafił do niewoli u mieszkańców owego miasta. Z pomocą przyszedł mu znany z bogactwa król Lidii, Krezus. Zagroził Lampsakejczykom, że jeśli nie wypuszczą Miltiadesa, on sam "wytępi ich jak sosnę". Według Herodota mieszkańcy Lampsakos długo głowili się co ma znaczy ta groźba. W końcu jeden ze starszych miał ze zgrozą sobie uświadomić, że sosna jest jedynym drzewem, które jeśli się je utnie, nie daje pędów. Krezus miał w ten sposób uczynić aluzję, że jeśli nadal będą więzić Miltiadesa zniszczy Lampsakos tak, że już nie powstanie. Przestraszeni mieszkańcy wypuścili Miltiadesa, który objął na powrót rządu na Chersonezie Trackim. Krawczuk podkreśla dodatkowo, że Krezusowi w wypowiedzi o sośnie mogło chodzić o coś innego. Według notatki jednego z pomniejszych greckich historyków na miejscu Chersonezu istniała wcześniej osada Pityusa (można to przełożyć z greckiego: Sosnowa), która została zniszczona i zapomniana i do tego rzekomo aluzję miał czynić władca Lidii. Nie znamy dokładnej daty tych wydarzeń, ale było to z pewnością przed 546 roku p.n.e., ponieważ wówczas Lidia została podbita przez Cyrusa Wielkiego, a Krezus zdetronizowany. 
Miltiades zmarł bezpotomnie. Chersonezyjczycy obrali go na swojego Założyciela i oddawali mu cześć na igrzyskach obok jego grobu. Mogli w nich brać udział wszyscy prócz śmiertelnych wrogów - mieszkańców Lampsakos. Następnym tyranem Chersonezu został bratanek Miltiadesa, Stesagoras. 
Po Miltiadesie zachowały się pamiątki w postaci monet. Największa z nich to srebrna tetradrachma, która przedstawia od przodu pędzącego woźnicę na rydwanie zaprzężonym w cztery konie. Jest to jasne odwołanie do młodości Miltiadesa, w której zdobył tytuł mistrza olimpijskiego w wyścigach rydwanów. To, że uwieczniał ten sukces na monetach może sugerować, jak bardzo był dla niego ważny. Wizerunki związane z tym motywem, można odnaleźć także na monetach o mniejszych nominałach.